# Jakob Rosenhain

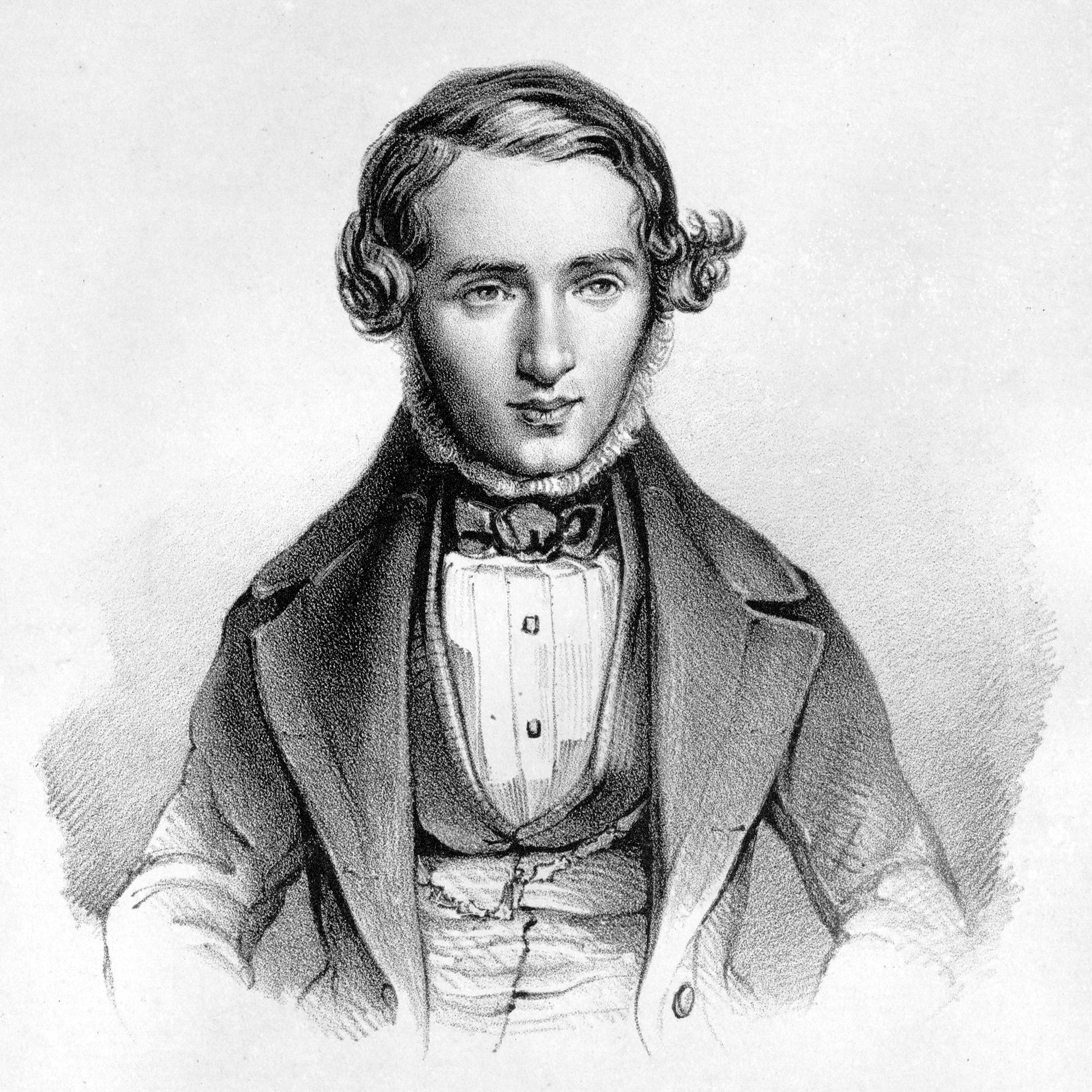
Jakob Rosenhain

Jakob Rosenhain (Jacob, Jacques) (* 2. Dezember 1813 in Mannheim; † 21. März 1894 in Baden-Baden) war ein deutsch-jüdischer Pianist und Komponist. Er ist der Bruder des Pianisten Eduard Rosenhain.

## Leben
Der Bankierssohn Jakob Rosenhain erhielt seine musikalische Ausbildung am Klavier in Mannheim bei Jacob Schmitt und als Komponist bei Jan Václav Kalivoda und bei Franz Xaver Schnyder von Wartensee in Frankfurt am Main.
Bereits als Elfjähriger hatte er erste öffentliche Auftritte. 1830 konnte er im Rahmen eines Konzertes bei der Deutschlandreise des berühmten Geigers Niccolò Paganini als Virtuose auftreten. Er schrieb 1834 die Oper Der Besuch im Irrenhaus (Libretto von Johann Gottlieb Rhode), die am 29. Dezember 1834 in Frankfurt uraufgeführt wurde. Rosenhain ging auf Konzertreisen durch Deutschland und gab 1837 ein Gastspiel als Solist im London Philharmonic Orchestra, das einen bleibenden Eindruck hinterließ. In Frankfurt wurde er Mitglied der Freimaurerloge „Zur aufgehenden Morgenröthe“.
Nach dem Tod von Johann Nepomuk Hummel im Jahr 1837 hätte Rosenhain die Stelle des Kapellmeisters in Weimar antreten können, siedelte aber nach Paris um. Dort gab er Kammerkonzerte und freundete sich unter anderem mit Luigi Cherubini und Gioachino Rossini an. Cherubini und Rossini förderten ihn auch gemeinsam mit Hector Berlioz explizit als Vertreter der deutschen Musik. Rosenhain kam für Konzerte weiterhin nach Deutschland. So spielte er am 26. September 1839 in einem Konzert des mit ihm befreundeten Felix Mendelssohn Bartholdy zahlreiche selbst komponierte Klavierstücke, die – wie sein Spiel – von der zeitgenössischen Kritik großes Lob fanden: „Rosenhain macht Musik um der Musik willen“.
Als verschollen gilt Rosenhains zweite Oper „Liswenna“ (1835), die er 1851 in Paris in „Le Démon de la nuit (Etienne Arago)“ umarbeitete und die dort im selben Jahr in der Pariser Oper uraufgeführt wurde. 1843 arbeitete er gemeinsam mit Johann Baptist Cramer an einer Klavierschule. Er war bekannt und geschätzt unter seinen Zeitgenossen. So eröffnete beispielsweise der 15-jährige Johannes Brahms am 21. September 1848 sein erstes eigenes Konzert mit einer Komposition von Rosenhain (Adagio und Rondo aus dem A-Dur-Konzert). Die politischen Ereignisse des Jahres 1870 brachten Rosenhain dazu, Paris zu verlassen und nach Baden-Baden umzuziehen, wo er bis zu seinem Tod lebte.

## Familie
Rosenhain war mit Johanna Rosenhain geb. Elissen (* 6. Dezember 1813 in Frankfurt am Main; † 6. Dezember 1888) verheiratet.

## Werke
Opern
- Der Besuch im Irrenhaus (1834)
- Liswenna (1835)
- Le Démon de la Nuit (1851)
- Volage et Jaloux (1863)

Orchester
- Symphonie Nr. 1 in G Moll, op. 42[6]
- Symphonie Nr. 2 in F Moll, op. 43 (mögliche Uraufführung 1846 gespielt von Felix Mendelssohn Bartholdy in Leipzig)[7][8]
- Symphonie Nr. 3 „Im Frühling“, op. 61[6]

Des Weiteren schrieb Rosenhain zahlreiche Klavierwerke und Lieder.